# قوى فان دير فالس

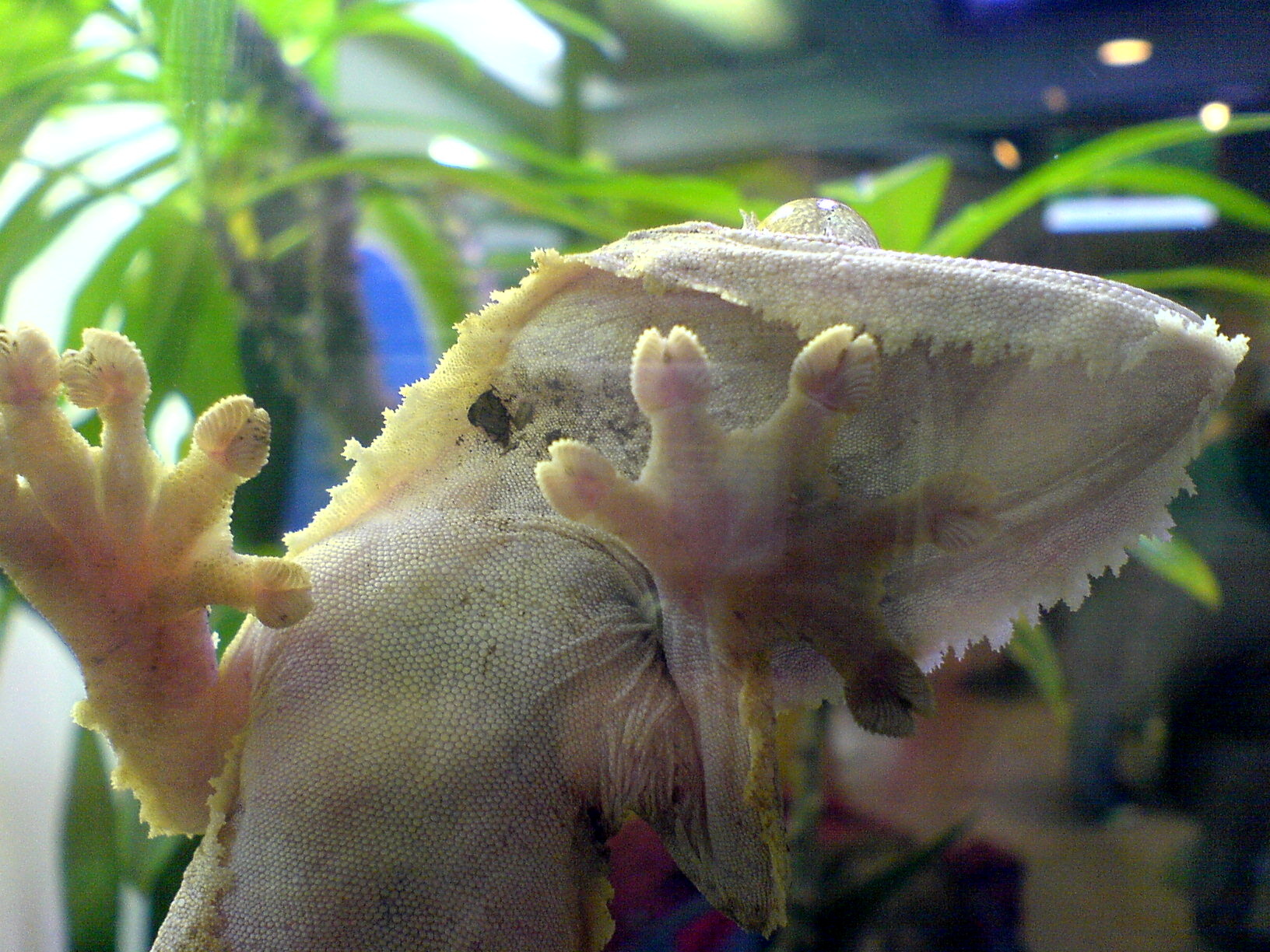
الرأس والأرجل الأمامية للوزغة (نوع غير محدد، وذيل على شكل ورقة)

- تربط عنصرين مختلفان في الكهروسالبية ولذلك تتحيز الإلكترونات قليلا نحو البروم مما يجعل شحنته سالبة ضعيفة بينما تكون شحنة الهيدروجين موجبة ضعيفة.
- قوى الارتباط الهيدروجيني وتحصل هذه عندما يقع الهيدروجين بين ذرتين لهما كهروسلبية فائقة مثل (F,N,O) فمثلا ترتبط جزيئات حمض الهيدروفلوريك هيدروجينيا. في جميع الاحوال يؤدي الارتباط بالقوى أعلاه إلى تجاذب تماسك بين أجزاء المادة ويتعزز التماسك في الحالة الصلبة بحيث أنها لا تنهار أو تتفكك.